# BackTrack
BackTrack Linux（バックトラックリナックス）は、ペネトレーションテスト目的に特化した1DVD型のLinuxディストリビューションの一つである。

## 歴史
BackTrack Linuxの歴史は、Whoppix（Whitehat knoppix）まで遡る。

### Whoppix

#### KNOPPIX派生版

KNOPPIX 系統樹

WhoppixはKNOPPIX派生1CD Linuxである。Red HatをもじったBlack Hat、さらにそれらをもじったWhite Hatを冠していることから判るように、WhoppixはWhiteサイドのセキュリティ関連、つまりはペネトレーションテスト目的の1CD Linuxであり、同分野の中ではかなり古い部類に入る。日本ではハッカージャパンなどのようにコンピュータ雑誌にも取り上げられており、この分野ではよく知られるものである。

#### SLAX派生版
2005年7月、Whoppixは3.0をリリースする際に、SLAXを母体としてWhaxという名前に変更されている。

### Auditor Security Collection
他方、Auditor Security Collectionは、KNOPPIX派生の1CD Linuxであり、Auditor（監査人）から判るようにこちらもペネトレーションテスト目的のものである。Auditorというメニューの下に、セキュリティ関連のツールを階層的に設けることで、ペネトレーションテストツールを整理した形でユーザーに提供している。

### BackTrack 誕生
こうした、いわゆる競合関係にある、1CD Linuxペネトレーションテスト目的のディストリビューション2つが融合する形で出来上がったものが、BackTrackである。初期は1CDであった。
BackTrack Linux 4 betaが登場する段階でCDサイズに収まらなくなったため、1DVD化されている。なお、BackTrack Linux 4 betaからはUbuntu 8.10を母体としている。
2013年3月、BackTrack Linuxから後継版のKali Linuxが派生した。

## 特徴
上述の通り、ペネトレーションテストを目的としたものである。特記すべき機能や特徴としては、以下のようなものが挙げられる。
メニュー形式でのツール選択
前述のように、Auditor Security Collectionを先祖の一つとしており、その機能の一つであるセキュリティ関連ツールを分類してユーザーに提供する機能が、BackTrack Linuxにも設けられている。バージョンが上がるたびに、新しい技術への追従などの理由からメニュー構成を変えている。メニュー構成については以降の節で詳述する。
ネットワークツールの収録
Wireshark、Ettercap（LANベースの中間者攻撃ツール）、nmapなどが搭載されている
無線ネットワークへの対応
 Kismet、RFMONモードへの対応

### メニュー形式でのツール選択
以下は、4.0 betaのメニュー構成である。
- Information Gathering - DNS Enumなどの情報収集ツール
  - Archive
  - DNS
  - Route
  - Searchenghine
- Network Mapping
  - Identify Live Hosts - ネットワーク越しのホスト生存確認
  - OS-Fingerprinting - OSを特定するためのツール
  - Portscanning - ポートスキャン
  - Service Fingerprinting - Webサーバの挙動からサーバの種類とバージョンを特定するhttprintなどの、サービス特定ツール
  - VPN
- Vulnerability Identification
  - Cisco
  - Database
  - Fuzzers
  - SMB Analysis
  - SNMP Analysis
  - Web Analysis
  - Saint Exploit
- Penetration
- Privilege Escalation - 権限昇格系のツール
  - Password Attacks - パスワード解析ツール
  - Sniffers
  - Spoofing
- Maintaining Access
  - Tunneling - トンネリング関連のツール
- Radio Network Analysis - 無線ネットワーク関連のツール
  - 80211
  - Bluetooth
  - RFID
- VoIP
- Digital Forensics
  - File Carving - ファイル救済ツール
  - Forensic Analysis
  - Image Aquiring
- Reverse Engineering
- Miscellaneous - その他のツール

## リリース
| 日付           | リリース                   | 備考                                                                   |
| -------------- | -------------------------- | ---------------------------------------------------------------------- |
| 2006年3月26日  | BackTrack 1.0 Final        | ベータ版でない初期のバージョンである。KNOPPIX派生であった。            |
| 2006年10月13日 | BackTrack2 Public Beta     |                                                                        |
| 2007年3月6日   | BackTrack 2 Stable release |                                                                        |
| 2007年12月14日 | BackTrack 3 Beta           |                                                                        |
| 2008年6月19日  | BackTrack 3 Final          |                                                                        |
| 2009年2月11日  | BackTrack 4 Beta Release   | このバージョンよりDVD化される。また、Debian派生となる。Kernel 2.6.28.1 |
| 2009年6月19日  | BackTrack 4 Pre Release    | Kernel 2.6.29.3                                                        |
| 2010年1月11日  | BackTrack 4 Final Release  | Kernel 2.6.30.9                                                        |
| 2010年8月5日   | BackTrack 4 R1 Release     | Kernel 2.6.34                                                          |
| 2010年11月22日 | BackTrack 4 R2 Release     | USB 3.0をサポート。Kernel 2.6.35.8                                     |
| 2011年5月10日  | BackTrack 5 Release        | Kernel 2.6.38                                                          |
| 2011年8月18日  | BackTrack 5 R1 Release     | Kernel 2.6.39.4                                                        |
| 2012年3月1日   | BackTrack 5 R2 Release     | Kernel 3.2.6                                                           |
| 2012年8月13日  | BackTrack 5 R3 Release     |                                                                        |
| 2013年3月13日  | Kali 1.0 Release           |                                                                        |

## 派生版

Debian 系統樹

Debianテスト版の派生品一覧に掲載。
| 配布版     | 説明                                                                                          |
| ---------- | --------------------------------------------------------------------------------------------- |
| Kali Linux | BackTrackから派生した1DVDタイプの後継版。ペネトレーションテスト目的に特化していることが特徴。 |